# Jacinto Roque de Sena Pereira
Jacinto Roque de Sena Pereira (Lisboa, 1784 – Río de Janeiro, 28 de junio de 1850) fue un marino portugués, de distinguida actuación al servicio de la monarquía luso-brasileña, y luego al Imperio del Brasil.
Culminó su carrera naval con el grado de jefe de Escuadra. Actuó durante una década como jefe de la Escuadra del río Uruguay, a bordo de la goleta insignia Oriental. En ese periodo se preparó para la Invasión portuguesa de 1816, que terminó por derrocar a las tropas artiguistas dirigidas por José Gervasio Artigas, instituyéndose luego el la Provincia Cisplatina.
Era un hombre que fue sumamente considerado en la formulación de planes tácticos y hostigamiento del adversario, a la par que de las operaciones combinadas, apoyo y enlace con los ejércitos de tierra. Sus condiciones personales, educación e inteligencia, lo llevaron a incluso intervenir en gestiones de carácter muy diverso, incluso diplomáticas.
Al igual que muchos militares portugueses en la Provincia Cisplatina, se casa con una dama oriental, desposando en el Departamento de Soriano a la doña Eugenia Gadea Paredes.
Fue nombrado jefe de la 3.ª División Naval Brasileña.
Fue prisionero del almirante Guillermo Brown tras la Batalla de Juncal, este último reconoció su valentía y lo recomendó a su gobierno, “por su bravura e intrépida defensa, que lo presentan como un compañero de armas”.
Se fuga faltando su palabra empeñada y a principios de 1829 fue uno de los que entregaron la plaza de Montevideo como consecuencia de la Convención Preliminar de Paz.
Murió sumamente pobre, a los 66 años.
- Datos: Q2893524